# Brighthouse Financial
Brighthouse Financial — страховая компания США, специализируется на страховании жизни и аннуитетах. Возникла в 2017 году отделением розничных операций по страхованию жизни компании MetLife. Штаб-квартира в Шарлотт, штат Северная Каролина.
Компанию возглавляет Эрик Стейгервальт (Eric T. Steigerwalt), до создания Brighthouse Financial бывший главой подразделения розничных операций в США компании MetLife.

## Деятельность
Основные подразделения компании на 2020 год:
- Аннуитеты — выручка 4,56 млрд долларов, активы 172 млрд.
- Страхование жизни — выручка 1,33 млрд долларов, активы 24 млрд.

Из выручки 8,5 млрд долларов в 2020 году страховые премии (плата за страховые полисы) составили 4,23 млрд долларов, инвестиционный доход — 3,6 млрд. Страховые выплаты составили 5,71 млрд. Активы на конец года составили 248 млрд, из них 110 млрд пришлось на инвестиции (из них 82 млрд в облигации, 15 млрд — ипотечные кредиты).
В списке крупнейших компаний мира Forbes Global 2000 за 2021 год компания заняла 1142-е место (1186-е по размеру выручки, 165-е по активам). В списке крупнейших компаний США Fortune 500 за 2021 год Brighthouse заняла 353-е место.